# Auvelais
Auvelais (en wallon Auvlè) est une section de la commune belge de Sambreville située en Région wallonne dans la province de Namur en bordure de la Sambre. C'était une commune à part entière avant la fusion des communes de 1977.

## Géographie

### Altitude
Auvelais se situe à une altitude de 95 m (au seuil de l'église sur la place Communale).

### Morphologie Urbaine

#### Quartiers et lieux-dits

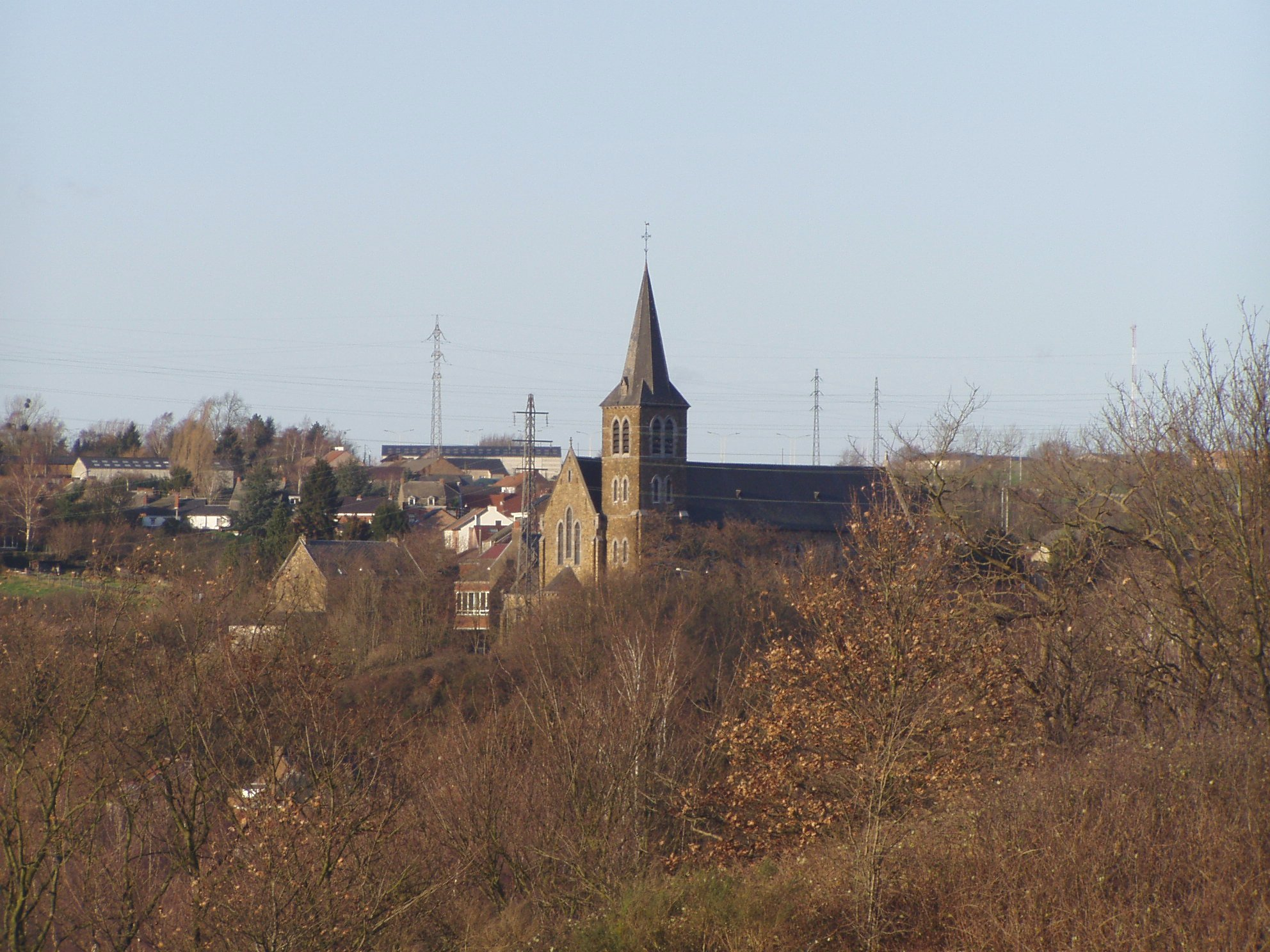
Vue de l'église de La Sarthe.

- Vue de l'église de La Sarthe.La Sarthe.
- Le Voisin.
- Rominet.
- Larronnerie.
- La Vacherie.
- La Pêcherie.
- Pont-à-Biesme.
- Bruyère.
- Les Tiennes.
- Seuri.
- Le Gultia.
- Grippelotte.
- Clos du Mayeur.

## Démographie
- Sources:INS, Rem:1831 jusqu'en 1970=recensements, 1976= nombre d'habitants au 31 décembre
- 1890: Scission d`Arsimont en 1887

## Histoire
Dans les documents anciens, le toponyme Auvelais - le terme pourrait être d'origine celtique et évoquer l'existence d'une pommeraie - est mentionné sous des formes orthographiques variées :
"Nauloiz" ou "Navloiz" et "Avoloit" en 1113, "Auvlois" ou "Avulois" en 1138 et 1246, "Aulois" ou "Avlois" en 1151, 1196, 1225, etc., "Auloiz" ou "Avloiz" en 1155, 1179 et 1225, Aveloiz en 1182 et 1229 ou "Avelois" en 1229 et 1240. Cette dernière variante fut presque exclusivement employée jusqu'au cours du siècle dernier ; elle fit alors place à "Auvelois", forme qu’on rencontre cependant déjà en 1444 et qui est conservée aujourd’hui sur le sceau communal. On écrira néanmoins plus communément "Auvelais", orthographe conforme à la prononciation locale, l’usage ayant substitué le phonème "ai" à "oi".
Des découvertes archéologiques établissent clairement l'existence d'un peuplement à l'époque romaine. Jusqu'à la fin de l'Ancien régime, le territoire actuel d'Auvelais était divisé en deux parties indépendantes. La première, Auvelais-le-Comté, appartenait pour trois quarts à l'abbaye de Floreffe (comté de Namur) et pour un quart au chapitre de Fosses (principauté de Liège). La seconde, Auvelais-le-Voisin, faisait partie de la principauté de Liège.
À la veille de la Révolution française, le centre d'Auvelais dépendait donc du comté de Namur, tandis que le quartier du Voisin, ainsi que ceux de la Larronnerie et de la Sarthe, relevaient de la principauté de Liège. Ces deux sections constituaient deux communes ou communautés, comme on disait alors, et deux seigneuries distinctes : celle d’Auvelais et celle du Voisin.

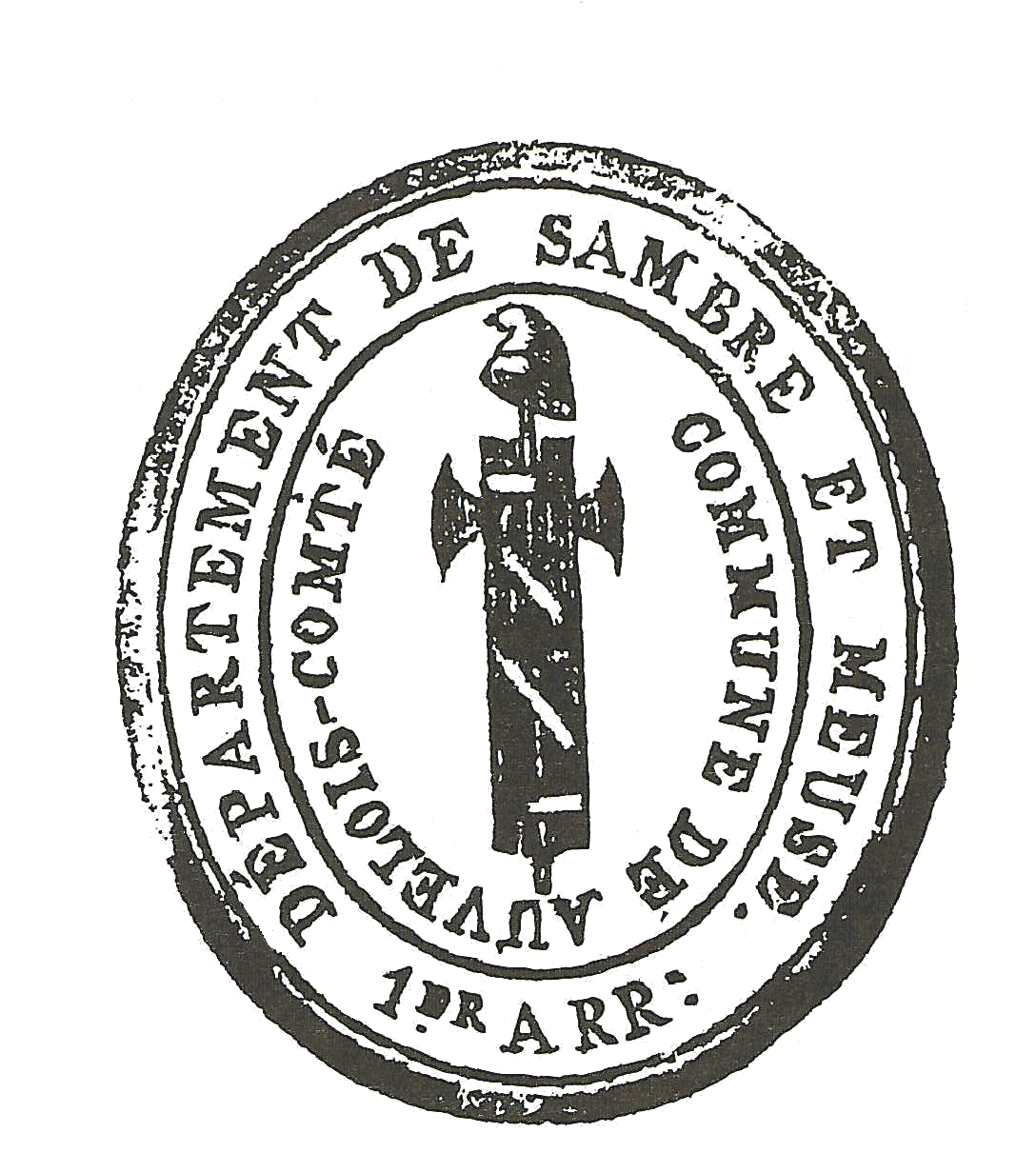
Cachet de la mairie d'Auvelais-le-Comté;
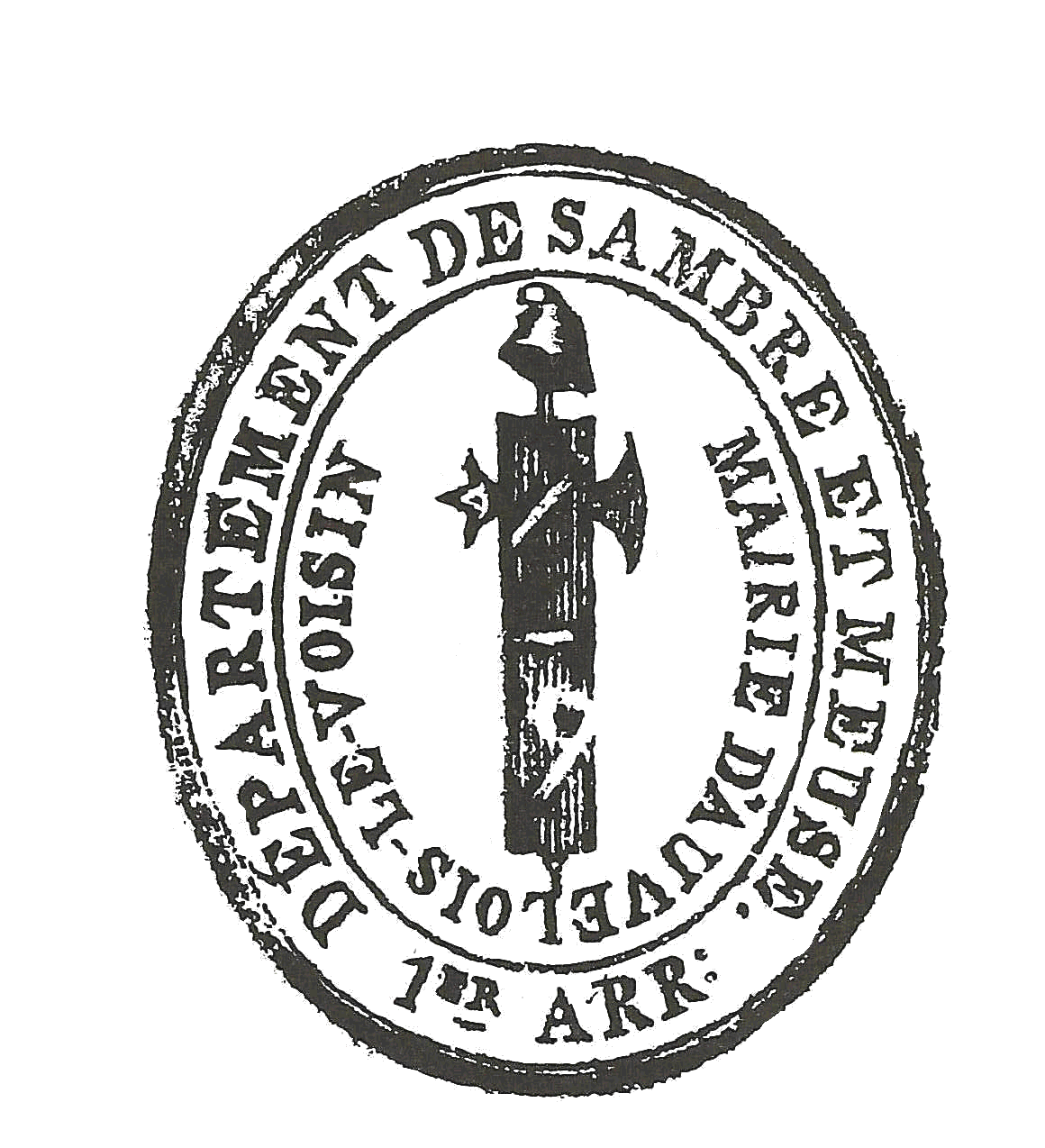
Cachet de la mairie d'Auvelais-le-Voisin;

À gauche, le cachet d'Auvelais-le-Comté en 1806 et à droite celui d'Auvelais-le-Voisin à la même époque. Des estampilles rares qui rappellent les deux anciennes communes qui composent aujourd’hui Auvelais.
Une pierre datant de 1802 scellée à proximité de la piscine porte l'inscription "Commune des deux Auvelais".

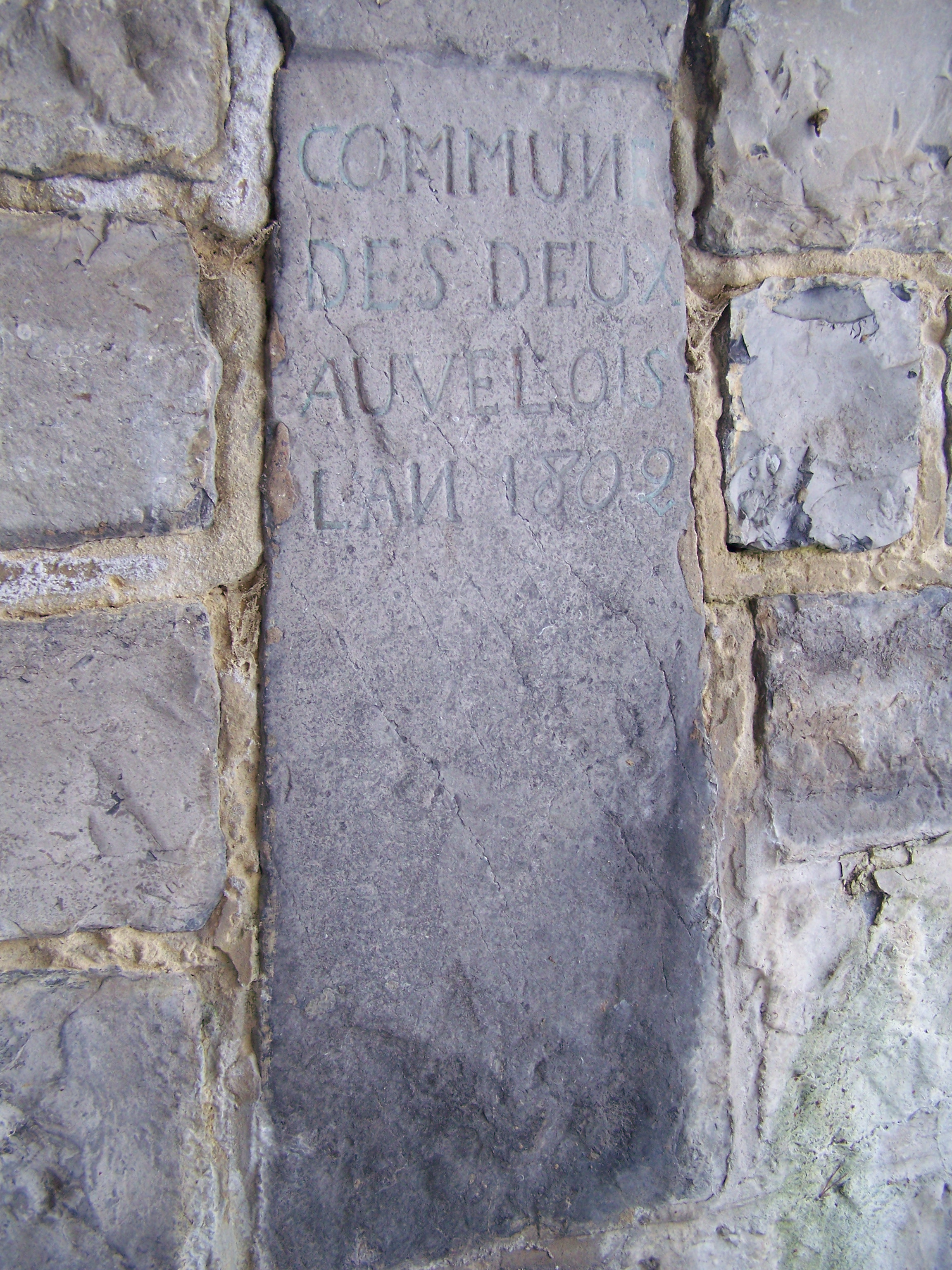
Pierre sculptée contenant l'inscription "Commune des deux Auvelois, l'an 1802" située près de la piscine d'Auvelais.

La ligne de démarcation entre le pays de Liège et le comté de Namur est assez exactement tracée par la nouvelle route d’Eghezée, le chemin de Besonry à Rominet et la rue de la Sarthe jusqu’au pont de Sambre ; de là, elle se dirige vers l’intersection des rues du Voisin et des Aises, suit celle-ci jusqu’à la chapelle St-Roch et descend vers la Sambre.
Le 21 août 1914, l'armée allemande exécute 44 civils et détruit 127 bâtiments. Ces événements font partie des Atrocités allemandes en 1914.
En 1977, à la suite de la loi sur les fusions des communes, Auvelais est fusionnée avec 6 autres communes pour formée l'entité de Basse-Sambre qui deviendra en 1978 sous le nom de Sambreville dont la section d'Auvelais deviendra le siège.

## Liste des bourgmestres de 1830 à 1977
- Justin Hicguet, de 1881 à 1896.
- Felix Protin, de 1896 à 1904.
- Louis Petit-Delcorde, de 1904 à 1912.
- Octave Hicguet, de 1912 à 1921.
- Michel Melchior, de 1921 à 1935, (POB).
- Ferdinand Romedenne, de 1940 à 1941, (Parti Catholique).

## Patrimoine et culture locale

### Patrimoine architectural et sites

#### Monuments architecturaux

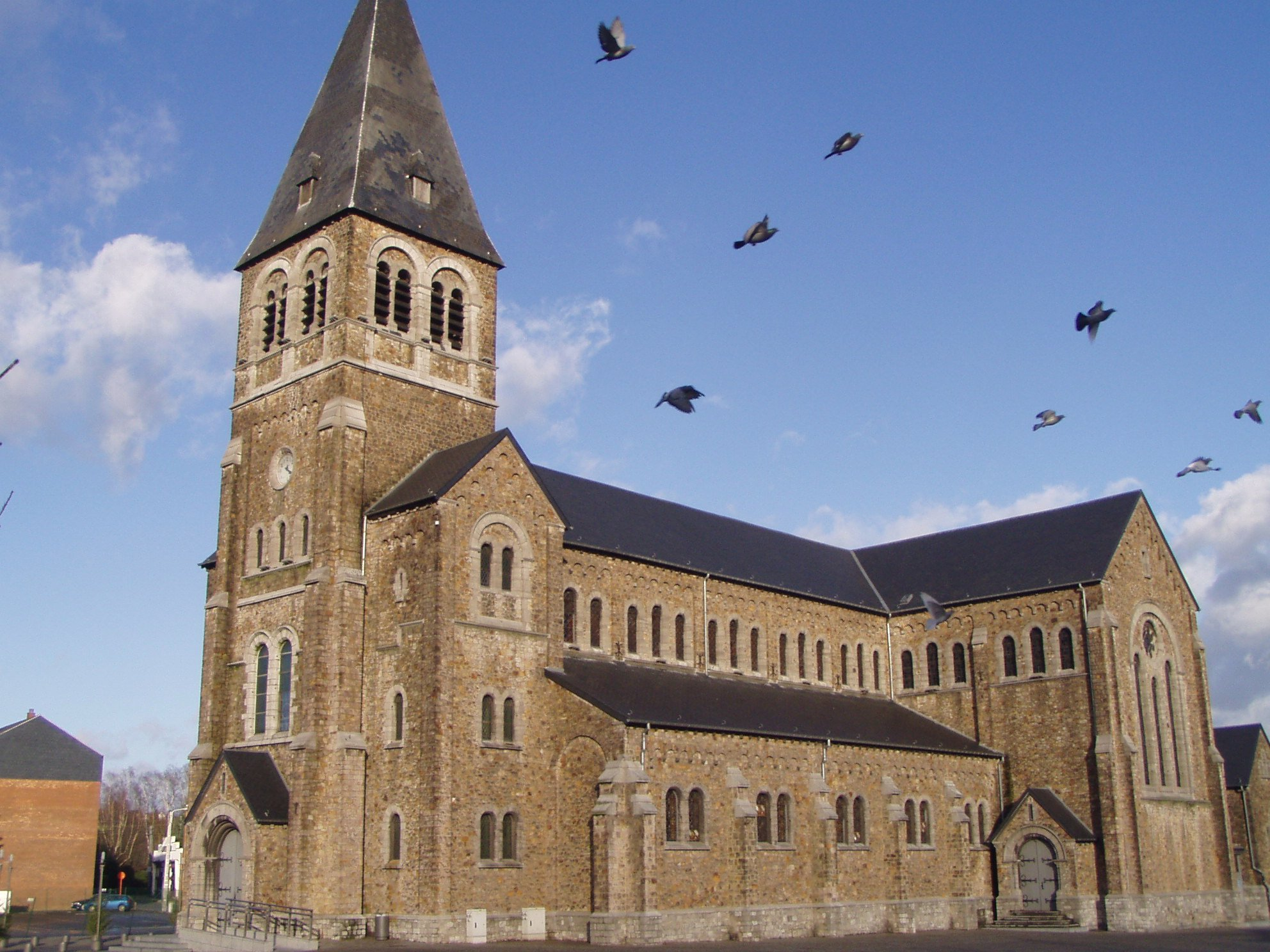
L'église Saint-Victor.

- L'église Saint-Victor. L'ancienne église avait été construite en 1833, sur l'emplacement de la précédente qui été devenue trop exiguë[3]. Vétusté et trop exiguë, elle fut démolie[4]. La nouvelle église est de style néo-roman, la fabrique d'église en pris possession le 26 octobre 1909, jour où elle fut bénie[5]. Le samedi 16 juillet 1910, que la nouvelle église d'Auvelais centre a été consacrée par l'évêque de diocèse de Namur Monseigneur Heylen[6].
- La chapelle de la Sainte-Vierge, bâtie en 1871 pour l'usage d'un hospice pour vieillards[7].
- L'église Sainte-Barbe (La Sarthe). La paroisse de la Sarthe a été créée le 26 janvier 1906 par arrêter royal et le 22 juillet 1907 par décret épiscopal[8]. L'église est de style ogival a été construite en 1906 et 1907 œuvre de l'architecte Lange[8]. L'église a subi des dégâts important pendant les deux guerres mondiales et en 1950 vit la modification du sanctuaire[8].
- L'ancien hôtel de ville, rues des Deux Auvelais et de l'Hôtel de ville. L'ancienne maison communale se trouvait sur la place communale fut bâtie en 1833[9],[10]. Un violant incendie détruisit le lundi 20 octobre 1919[11],[10]. Le deuxième est aménagé en 1925 et devait également devenir l'hôtel de ville de l'entité de Sambreville[12],[13]. Le nouveau complexe administratif, culturel et sportif est inauguré le 25 octobre 1980.

#### Monuments et sites commémoratifs

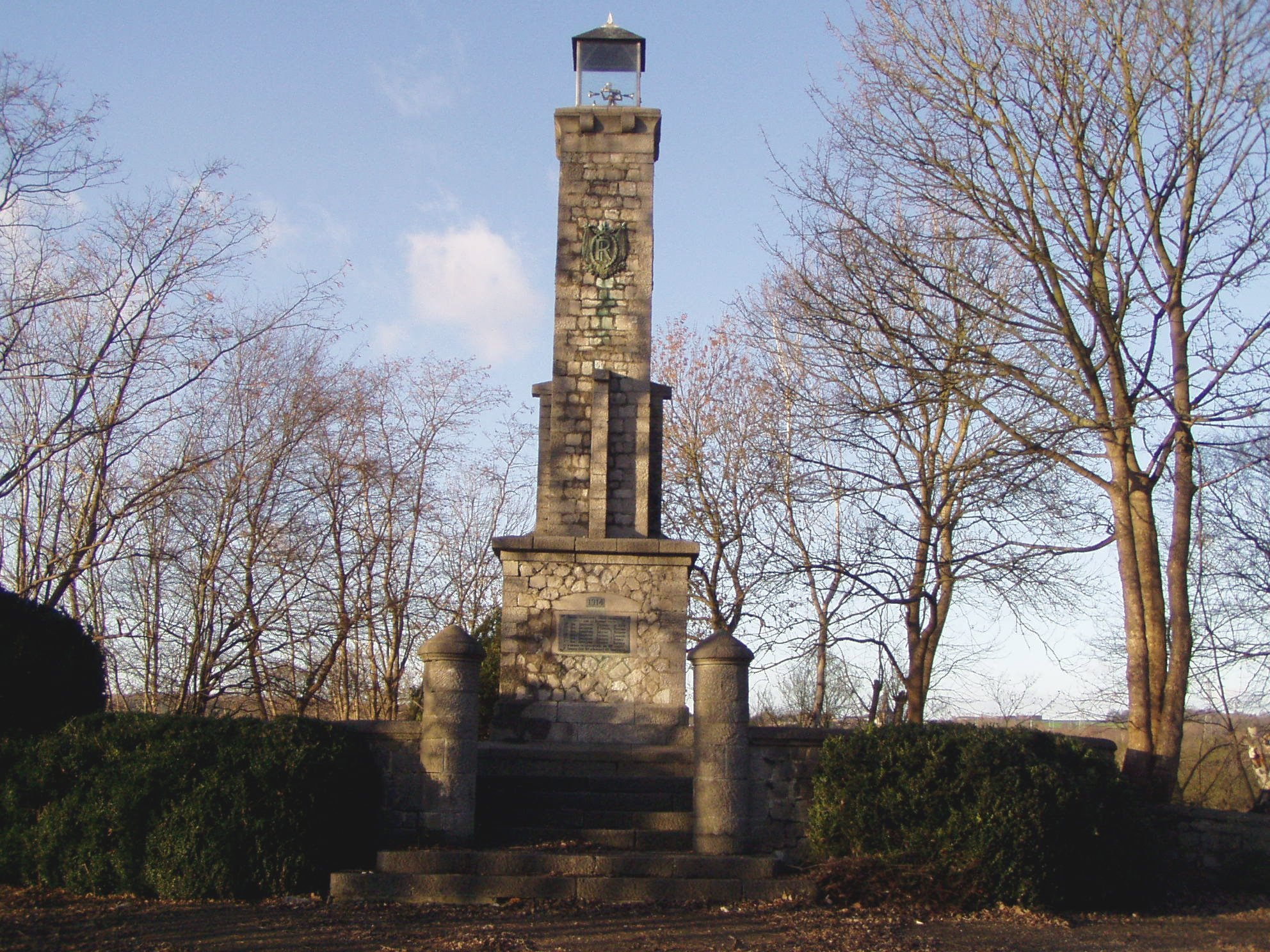
Le phare breton au cimetière français.

- Le phare breton au cimetière français.Le cimetière militaire français et son phare breton : construit par les Allemands en 1917, sur les hauteurs d'Auvelais, donnant sur la Sambre et sur la ville.  La nécropole abrite les tombes de 1268 officiers et soldats français. C'est au cimetière militaire d'Auvelais que reposent la plupart des Français tombés à Auvelais, Tamines et Arsimont pendant les journées des 21 et 22 août 1914 au cours de la Première Guerre mondiale. Dans ce cimetière, un « Phare du Souvenir » rappelant la Bretagne et le sacrifice des Bretons tombés au champ d'honneur a été élevé en 1934, pour le 20e anniversaire, par un comité d'anciens combattants d'Auvelais[14].
- Monument aux morts.  Il se trouvait sur la place communale, près de l'église[15]. Le monument fut transféré en 1938[16].

### Culture
- Cortège carnavalesque, le lundi de Pâques.
- Sambreville la Médiévale, au mois de mai.
- Rock'n'roll tonight, début juillet.
- Soirée africaine.

#### Événements musicaux
- Auvelais accueille Le PPA Fest, festival rock-électro organisé depuis neuf ans par le Poste pionnier d'Auvelais (PPA), le Custom Show & Rock'n'Roll chaque année au mois de juillet sur la Grand-Place et les Soirées Fluo au Collège Saint-André de 2011 au 25 octobre 2014 (dernière édition)[Quoi ?].

## Galerie

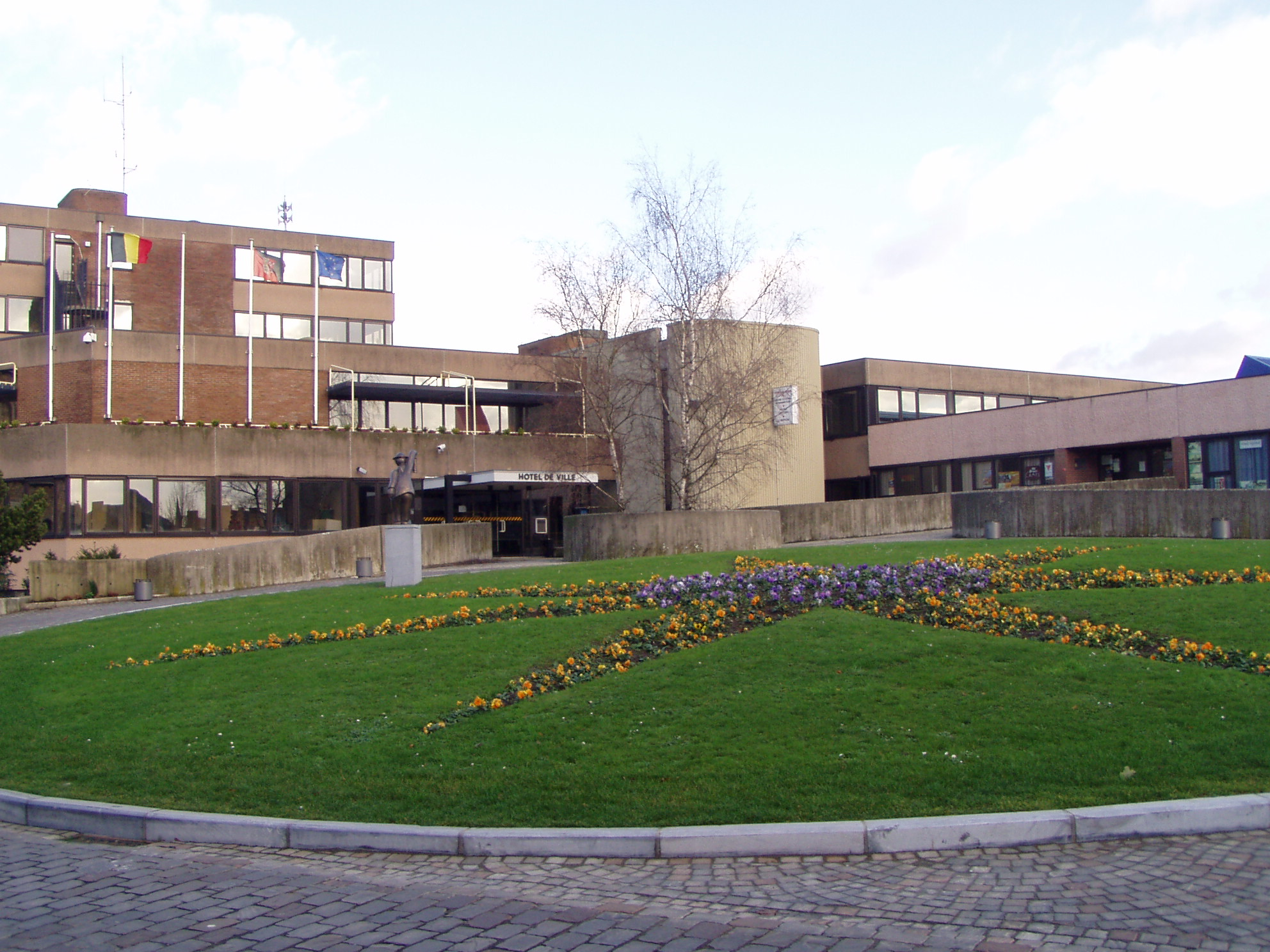
L'hôtel de ville de Sambreville à Auvelais.
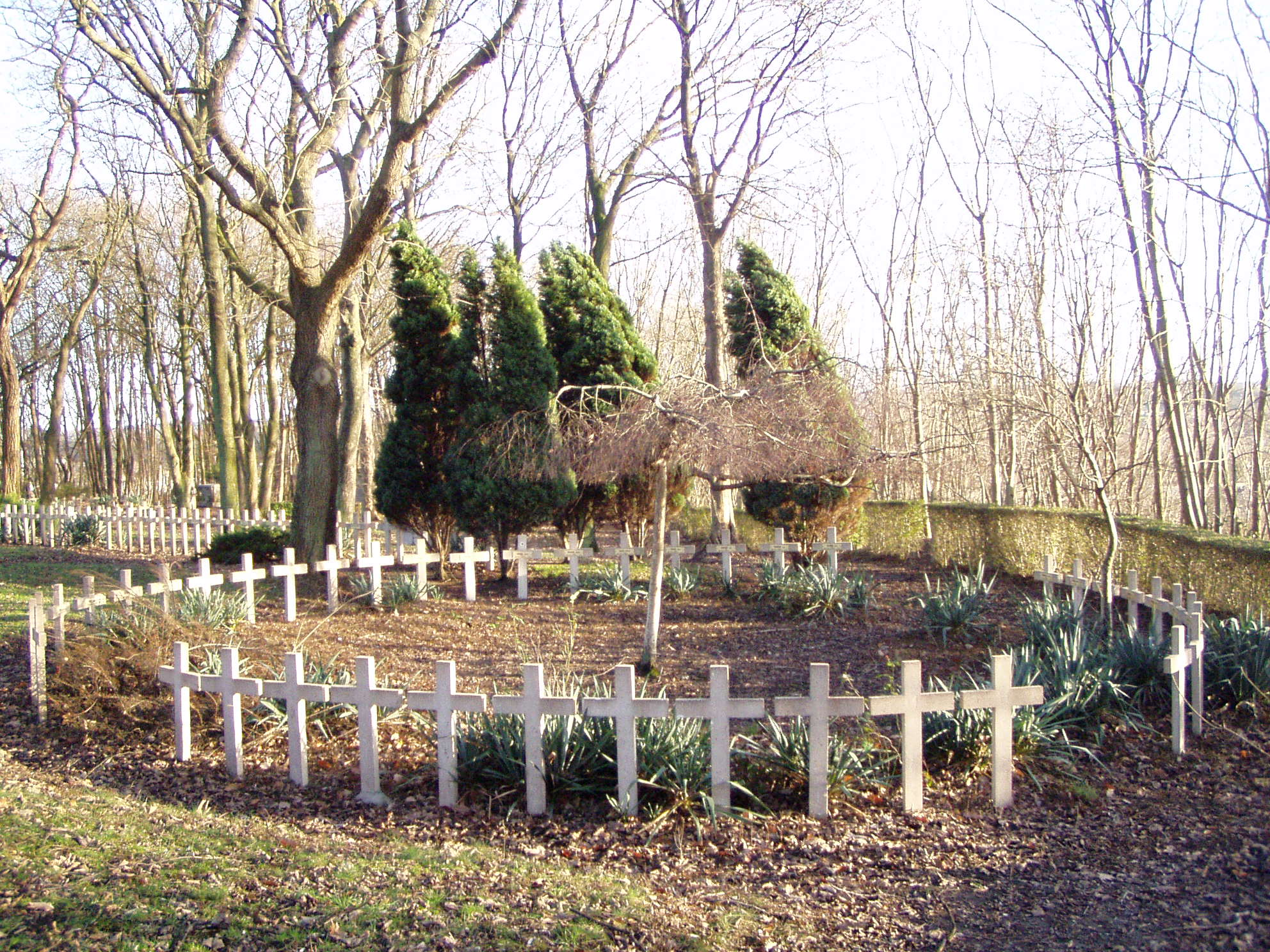
Croix dans le cimetière français à Auvelais.
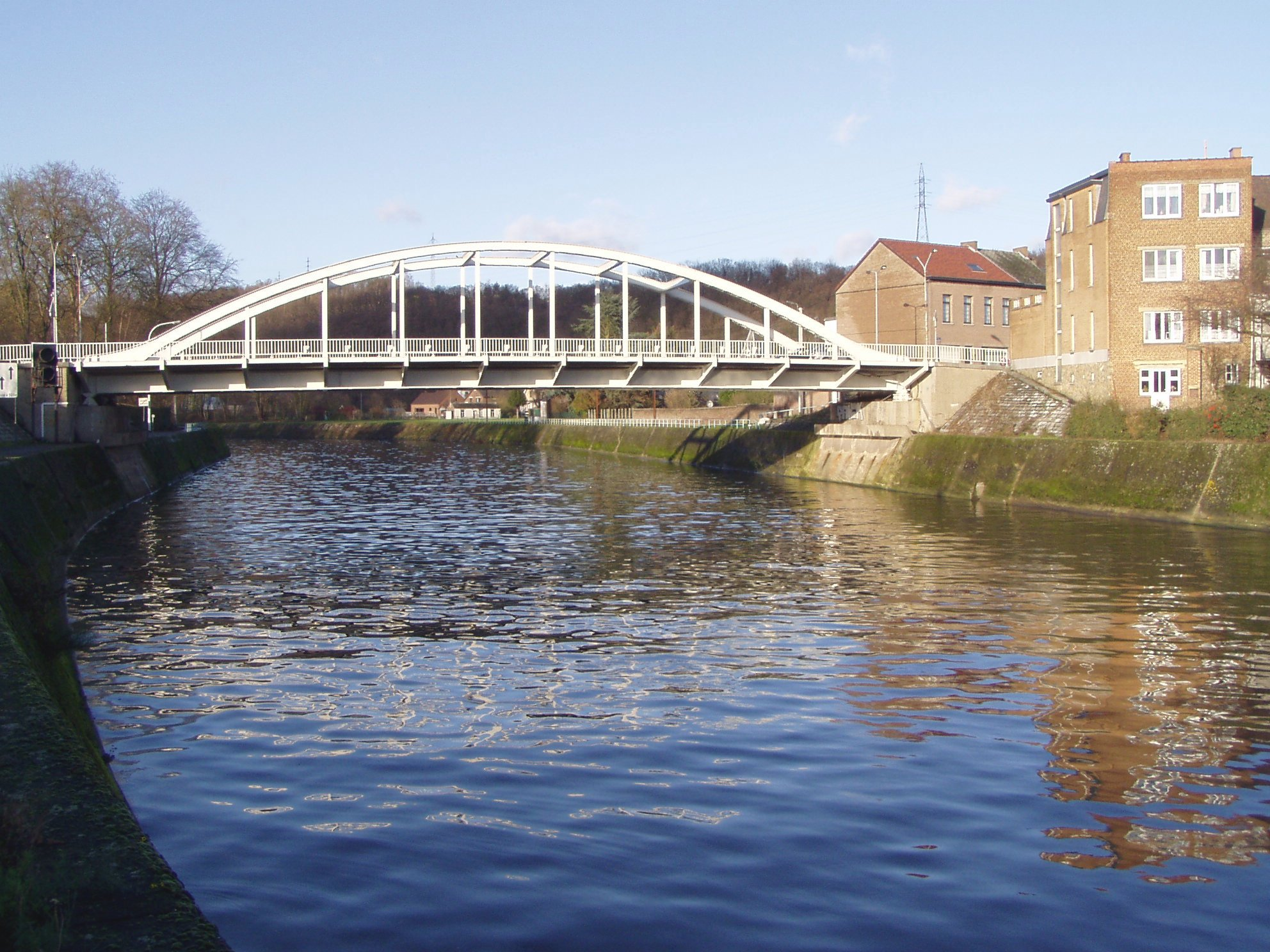
Le pont sur la Sambre.
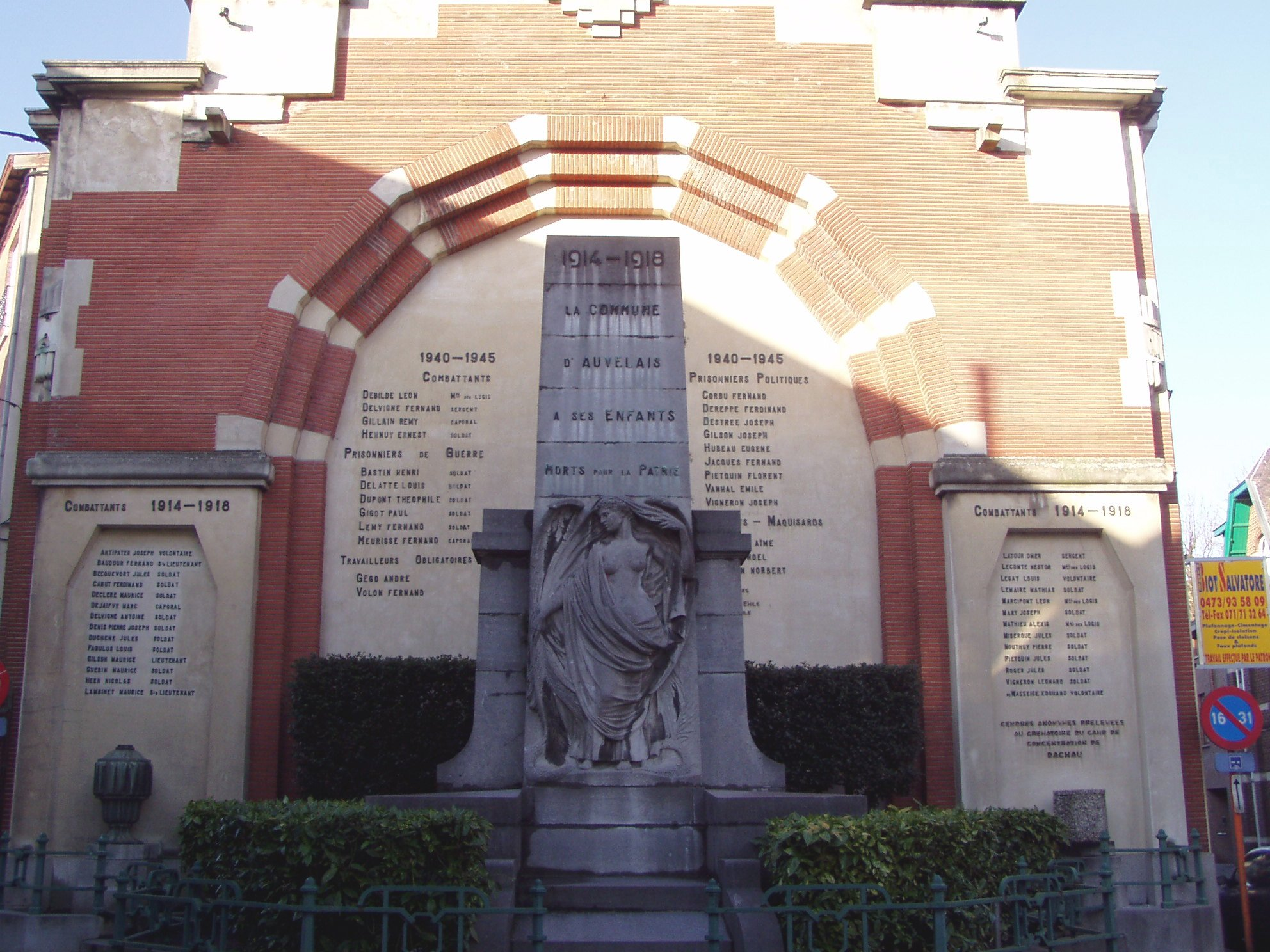
Le monument aux morts.
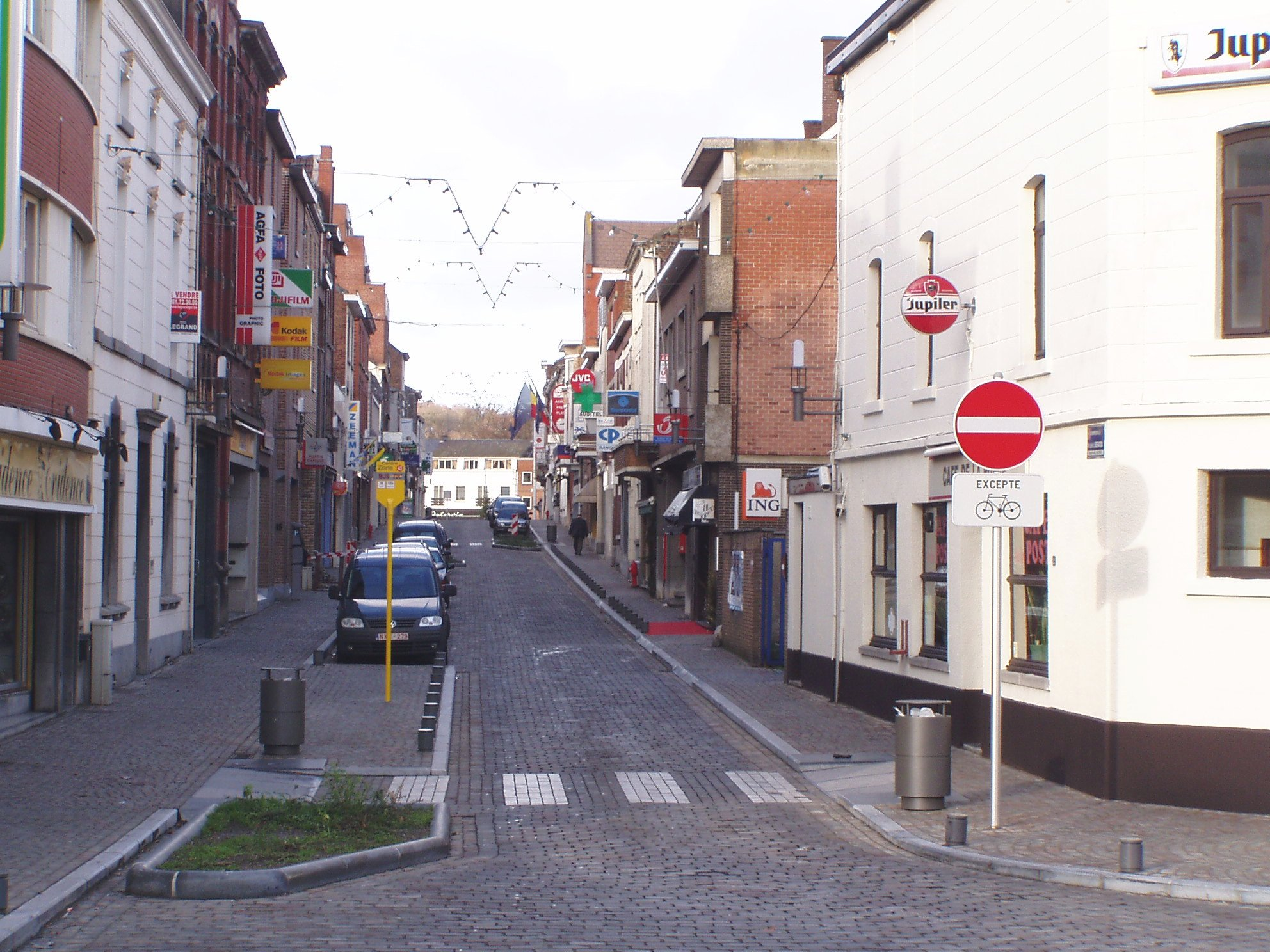
Avenue de la Libération.

## Sports et vie associative

### Vie associative

#### Jumelage
- Pont-Sainte-Maxence ( France)

## Personnalités
- Les frères Christophe et Olivier Rochus, joueurs de tennis professionnels.
- Thierry Haumont, écrivain, Prix Victor Rossel 1985.
- Le dj et producteur Vito de Luca (Aeroplane (en)).
- Bernard Perpete comédien et animateur de télévision et radio décédé à l'âge de 45 ans, il avait notamment animé les émissions de télévision Bon week-end et Double 7 pour la RTBF. Il poursuivait également une carrière théâtrale.
- Yves de Wasseige (1926-2021), homme politique belge.